# Хольбош
Хольбош (исп. Holbox) — остров в Юкатанском проливе, у северного побережья полуострова Юкатан в Мексике. Территория острова входит в муниципалитет Ласаро-Карденас в штате Кинтана-Роо.

## Общие сведения
Название Holbox с юкатекского языка можно перевести как: чёрная дыра.
На острове расположен одноимённый посёлок с населением 1841 человек (2020 год).
Основным видом деятельности местных жителей является предоставление услуг в сфере туризма.
Протяжённость острова: 40 км в длину и 2 км в ширину. Это очень живописное место с 34 км пляжей и ресторанами с морепродуктами.

## Фотографии
- Пляжи Хольбоша
- Ресторан на пляже
- Закат на острове